# Ghada al-Samman
Ghada al-Samman (sau Ghada Samman, în arabă: غادة السمّان; n. 1942, Damasc) este o romancieră, nuvelistă, poetă și jurnalistă  siriană.

## Viața
Ghada Samman s-a născut în 1942, într-o ilustră familie damaschină. Este înrudită cu poetul sirian Nizar Qabbani. După moartea timpurie a mamei sale, ea însăși scriitoare, Ghada Samman a rămas în grija tatălui său, Dr. Ahmad Samman, care a obținut titlul de doctor în economie politică la Universitatea Sorbona și a fost rector al Universității Siriene din Damasc, apoi  ministru al învățământului în Siria. Pasionat de literatura occidentală și de literatura arabă în același timp, Ahmad Samman a avut o influență considerabilă asupra Ghadei Samman și a stilului său literar, care îmbină trăsături specifice ambelor tradiții literare.
După ce a absolvit Universitatea Siriană din Damasc în 1963, obținând diploma de licență în literatura engleză, Ghada Samman și-a continuat studiile la Universitatea Americană din Beirut, de unde a obținut diploma de master în teatrul absurdului.
În 1984, Ghada Samman s-a stabilit la Paris, împreună cu soțul ei, Dr. Bashir Daouq, proprietar al editurii Dar al-Talia din Beirut, și cu unicul fiu, Hazim, pe care l-a numit astfel după unul din personajele colegerii sale de nuvele, ,,Noaptea străinilor” (ليل الغرباء ). În prezent, Ghada Samman trăiește la Paris și scrie pentru revista arabă Al-Hawadith (Evenimentele), publicată la Londra. Refuză să acorde interviuri televizate, după ce, în anii ’70, a participat la un astfel de interviu la Cairo și a descoperit că cel care o intervieva nu citise niciuna din operele sale.

## Opera
În 1962, Ghada Samman a publicat prima sa colegere de nuvele ,,Ochii tăi sunt soarta mea” (عيناك قدري), fiind considerată, pe atunci, una dintre scriitoarele feministe ale vremii. Totuși, prin publicațiile sale ulterioare, Ghada Samman a depășit sfera strictă a iubirii și a condiției femeii, abordând o complexă tematică socială, psihologică și umanistă.
În Beirut, Ghada Samman a lucrat ca jurnalistă, iar în 1965 a publicat a doua sa colegere de nuvele ,,Nu există nicio mare în Beirut” (لا بحر في بيروت ), în care se reflectă o mare parte din noile sale experiențe. Apoi a călătorit în Europa, în calitate de corespondent de presă, iar în 1966 a publicat a treia colecție de nuvele ,,Noaptea străinilor” (ليل الغرباء ).
Războiul de Șase Zile din iunie 1967 a reprezentat un șoc puternic pentru Ghada Samman și pentru întreaga generație din care face parte. Cu acest prilej, a scris articolul său celebru ,,Îmi port rușinea la Londra” (احمل عاري إلى لندن ), apoi, timp de șase ani, nu a mai publicat nicio carte, însă și-a câștigat popularitatea datorită articolelor sale, devenite o oglindă a realității sociale. Articolele scrise în această perioadă au reprezentat sursa unora dintre publicațiile sale ulterioare.
În 1973, Ghada Samman a publicat a patra colecție de nuvele ,,Plecarea porturilor vechi” (رحيل المرافئ القديمة ), considerată de unii critici una dintre cele mai importante opere ale sale. În această colecție de nuvele, Ghada Samman descrie impasul trăit de intelectualul arab și conflictul dintre modul de gândire și comportamentul său. La sfârșitul anului 1974, Ghada Samman a publicat primul său roman, ,,Beirut ’75” (بيروت 75), în care descrie gravele probleme sociale cu care se confruntă Beirutul, prevestind războiul civil ce avea să izbucnească în Liban câteva luni mai târziu, prin vocea unuia dintre personajele scrierii, clarvăzătoarea Fayza, care spune: ,,Văd sânge, mult sânge”.
După publicarea altor două romane, ,,Coșmarurile Beirutului” (كوابيس بيروت ), în 1977, și ,,Noaptea miliardului” (ليلة المليار ), în 1986, Ghada Samman a fost consacrată ca una dintre cele mai prestigioase scriitoare ale lumii arabe. 
Ghada Samman și-a înființat propria editură, unde și-a retipărit majoritatea cărților, și și-a strâns toate articolele într-o serie numită ,,Lucrările incomplete” (الأعمال غير الكاملة ). Printre lucrările nepublicate ale Ghadei Samman se află și o serie de scrisori pe care aceasta le păstrează într-o bancă elvețiană și promite că le va publica ,,la timpul potrivit”. Operele Ghadei Samman – roman, proză scurtă și poezie – au fost traduse în șaptesprezece limbi de circulație internațională.

## Cărți publicate
- عيناك قدري, “Ochii tăi sunt soarta mea”, nuvele, 1962.
- لا بحر في بيروت, “Nu există nicio mare în Beirut”, nuvele, 1965.
- ليل الغرباء, “Noaptea străinilor”, nuvele, 1966.
- حب, “Dragoste”, poezie, 1973.
- رحيل المرافئ القديمة “Plecarea porturilor vechi”, nuvele, 1973.
- بيروت 75 “Beirut '75”, roman, 1974.
- أعلنت عليك الحب, “Îți declar dragoste”, poezie, 1976.
- كوابيس بيروت “Coșmarurile Beirutului”, roman, 1977.
- ليلة المليار “Noaptea miliardului”, roman, 1986.
- الرواية المستحيلة: فسيفسا ءدمشقية”Romanul imposibil: Mozaic damaschin”, autobiografie, 1997.
- سهرة تنكرية للموتى, “ Bal mascat pentru morți”, roman, 2003.

## Cărți apărute despre viața și opera Ghadei Samman
•,,Ghada Samman fără aripi” (غادة السمان بلا أجنحة), Ghali Shukri, 1977.
•,,Ghada Samman – dragostea și războiul” (غادة السمان الحب والحرب), Ilham Shukri, 1980.
•,,Chestiuni arabe în literatura Ghadei Samman” (قضايا عربية في أدب غادة السمان ), Hanan Awwad, 1986.
•,,Arta romanescă la Ghada Samman” (الفن الروائي عند غادة السمان ), Abd al-Aziz Shabil, 1987.
•,,Ghada Samman în Lucrările sale incomplete” (غادة السمان في أعمالها غير الكاملة), studiu, Abd al-Latif al-Arna’ut, 1993.

## Cărți traduse în limba română
Ghada Samman. 2011. Beirut '75. Traducere din limba arabă: Raluca Moanță; Prefață: Christian Tămaș; Coperta: Gabriel Bițună. Iași: Editura Ars Longa; Colecția Alif (coordonator: George Grigore).